# BattleDragons
BattleDragons (em português, Batalha de Dragões) é um jogo de RPG publicado pela Spartacus Publishing em 2002. Em BattleDragons o jogador interpreta uma das oito raças diferentes de dragões no mundo de Sete Camadas (em inglês, "Seven-Tiered world"). A.

## Cenário do jogo
BattleDragons acontece no mundo de Sete Camadas criado pelos deuses. Esse mundo consiste em sete mundos empilhados em camadas e conectados pela Torre (em inglês, "The Tower"). Além dos dragões existem outras doze raças inteligentes que habitam os mundos, são elas: humanos, anões, elfos, goblins, orcs, ogros, querubins, fadas, centauros, sereias, gigantes e titãs.

## Criação do dragão
Cada uma das oito raças de dragões (grande, místico, hidra, serpe, basilisco, serpente, emplumado, bípede) começa com um número de pontos de criação para comprar habilidades básicas, armadura, armas e outros poderes. Os pontos de armadura são as escamas do dragão, quando eles sofrem dano elas se descascam diminuindo a proteção do dragão. Existem vários tipos de armas, por exemplo: garras, dentes, chifres, raios, veneno e rajadas de ar. Outros poderes incluem asas, sentidos extras e mágica.

## Mecânica do jogo
BattleDragons usa dados de dez lados (d10) e um número alvo para a maioria das ações. Esse número alvo é formado pelo número base somado com quaisquer modificadores bons ou ruins. Todos os lançamentos menores ou iguais ao número alvo contam como um sucesso. Quanto mais sucessos o jogador marcar melhor ele realiza a ação.